# Champlecy
Champlecy é uma comuna francesa na região administrativa de Borgonha-Franco-Condado, no departamento de Saône-et-Loire. Estende-se por uma área de 22,82 km². Em 2010 a comuna tinha 225 habitantes (densidade: 9,9 hab./km²).